# Saligao
Saligao är en ort i Indien.   Den ligger i distriktet North Goa och delstaten Goa, i den sydvästra delen av landet, 1 500 km söder om huvudstaden New Delhi. Saligao ligger 6 meter över havet och antalet invånare är 5 804.
Terrängen runt Saligao är platt. Havet är nära Saligao åt sydväst. Runt Saligao är det tätbefolkat, med 913 invånare per kvadratkilometer. Närmaste större samhälle är Marmagao, 16,0 km söder om Saligao. I omgivningarna runt Saligao växer huvudsakligen savannskog.